# Pulizia criogenica

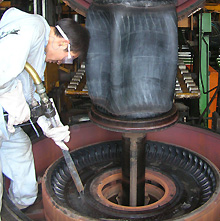
Il sistema utilizzato per la pulizia di uno stampo.

La pulizia criogenica, in inglese Dry ice-blasting, è in ambito industriale, un metodo di pulizia che utilizza l'anidride carbonica CO2, congelata a -78 °C in pellet di 3 mm e che permette di rimuovere lo sporco da vari tipi di impianti tecnologici (un esempio è il settore alimentare), riducendo la necessità di smontaggio dei macchinari.
In analogia alla tradizionale sabbiatura, la sabbiatura criogenica è un metodo di pulizia abrasivo. Il vantaggio è la sostituzione dei tradizionali materiali abrasivi come la sabbia, corindone, granuli in acciaio, ferro e altri con l'anidride carbonica ghiacciata (il cosiddetto "ghiaccio secco") che è meno aggressivo in termini di abrasività e non lascia polveri residue come risultato del suo utilizzo.
Questo metodo non utilizza altri materiali potenzialmente pericolosi per la salute e la infiammabilità come diluenti, solventi, soda caustica.

## Metodo
Il ghiaccio secco viene proiettato mediante aria compressa sul manufatto da pulire a velocità estremamente elevata, prossima alla velocità del suono. Quando il ghiaccio secco colpisce la superficie da pulire passa dallo stato solido a quello gassoso. A seguito dell'impatto con il manufatto, passa dallo stato solido a quello di vapore aumentando di volume circa 800 volte. L'effetto è come un'esplosione delle incrostazioni dalla superficie da pulire. Tra l'abbassamento della temperatura e l'effetto batteriostatico dell’anidride carbonica può rallentare la proliferazione della flora microbiologica aiutando a mantenere condizioni ottimali anche sotto il profilo igienico.
Lo shock termico generato dalla bassa temperatura del ghiaccio secco rende l’incrostazione friabile e separa la stessa dalla superficie da pulire in modo tale che sia facilmente asportabile.

## Macchinari
La pulizia criogenica richiede l'utilizzo di macchinari specifici: la Crio Pulitrice (Dry Ice Blaster). Questa permette il controllo dell'aria compressa e la distribuzione calibrata del ghiaccio secco nel flusso d'aria.
La pulitrice è costituita dalle valvole per il controllo dell'aria compressa, un sistema di distribuzione del ghiaccio secco e dalla tubazione munita di lancia per poter indirizzare il flusso d'aria con ghiaccio secco contro il manufatto. La lancia può a sua volta essere allacciata alla pulitrice tramite un tubo singolo o due tubi separati uno per il trasporto dell'aria compressa ed uno per il trasporto del ghiaccio secco.
Le pulitrici possono essere azionate tramite energia elettrica o semplicemente dall'energia meccanica fornita dall'aria compressa usata anche per la pulizia.
Per la fornitura dell'aria compressa si possono utilizzare compressori stazionari elettrici come motocompressori carrati o carrabili per il trasporto presso i cantieri ove non esista un sistema di distribuzione aria compressa sufficienti per la pulizia criogenica. L'aria compressa se raffreddata ed essiccata migliora le prestazioni e riduce la formazione di ghiaccio all'interno della pulitrice con conseguente rischio di bloccaggi.

## Utilizzo
La pulizia criogenica è nata per risolvere i problemi di pulizia nel settore aeronautico, dove l'uso di tecniche di sabbiatura con abrasivi più aggressivi non era compatibile con le leghe metalliche troppo tenere e con la necessità di proteggere i sistemi elettrici e meccanici che avrebbero potuto essere danneggiati dall'accumulo dei residui.
La pulizia criogenica si sta diffondendo in tutti i settori industriali o artigianali dove si richieda un elevato livello di pulizia, rapidità di esecuzione, minima preparazione dei macchinari alla pulizia, riducendo al minimo smontaggi.
Campi di applicazione sono:
- produzione e trasformazione di gomma e plastica;
- produzione di imballaggi;
- produzione e distribuzione di energia;
- petrolchimica;
- farmaceutica;
- vernici, inchiostri e smalti;
- editoria e stampa;
- metalmeccanica e fonderie;
- edilizia;
- trasformazione alimentare;
- zootecnia e mangimi.

## Sicurezza
L'anidride carbonica è tossica per l'uomo a partire da concentrazioni superiori all'1% e può ridurre la presenza di ossigeno con conseguente asfissia se non viene utilizzata in un'area sufficientemente ventilata. Inoltre, poiché l'anidride carbonica è più pesante dell'aria, le bocchette di scarico devono essere a/o vicino al livello del terreno per rimuovere in modo efficace il gas.
Il ghiaccio secco (l'anidride carbonica ghiacciata a -78 °C) deve essere manipolato con guanti isolati ed è necessaria la protezione degli occhi e dell'udito. Rispetto ad altri metodi di pulizia, la pulizia criogenica produce una minore quantità di scorie, non richiede la pulizia finale del mezzo utilizzato e i prodotti di scarto possono essere spazzati, aspirati o lavati.
Negli spazi confinati è indispensabile valutare l'utilizzo di sistemi di estrazione dell'aria per il suo ricambio e il mantenimento di condizioni idonee alla permanenza sicura dei lavoratori. È indispensabile predisporre le misure per la gestione dell'emergenza (piano di emergenza) in questi cantieri considerando le condizioni che possono crearsi. Il piano di emergenza deve prevedere presidi quali apparecchi di protezione delle vie respiratorie, inclusi autorespiratori, barelle per il trasporto di un infortunato. Il piano di emergenza deve essere periodicamente testato per assicurare la sua efficacia e per l'eventuale correzione di eventuali carenze. Parte delle procedure di emergenza è la gestione delle chiamate verso le squadre esterne, vigili del fuoco e pronto soccorso sanitario.